# Al Joyner
Alfredrick Alphonzo Joyner, detto Al (East St. Louis, 19 gennaio 1960), è un ex triplista statunitense, medaglia d'oro ai Giochi olimpici di Los Angeles 1984.

## Biografia
Al Joyner praticò il salto triplo a livello universitario per l'Arkansas State University, dove si guadagnò il soprannome di "Sweetwater."
Ai Giochi olimpici del 1984 con una prestazione di 17,26 m vinse l'oro nel triplo, a distanza di 80 anni dall'ultima vittoria statunitense nella specialità, firmata da Meyer Prinstein. Gli fu conferito anche il Jim Thorpe Award, assegnato ogni quattro anni ad un atleta statunitense in occasione dei Giochi olimpici.
Il 18 agosto 2000 venne ingaggiato dalla UCLA per allenare la squadra di salti femminile delle Bruins. Dirigerà successivamente la Flo Jo Community Empowerment Foundation e il Final Kick Marketing Group.
È membro dell'Arkansas State Hall of Fame (1993), State of Illinois Hall of Fame (1997) e State of Arkansas Hall of Fame (1999). È stato il marito di  Florence Griffith, una delle più famose atlete statunitensi (morta prematuramente nel 1998), ed è fratello di Jackie Joyner-Kersee. Ha una figlia, Mary Ruth, nata nel 1990.

## Palmarès
| Anno | Manifestazione  | Sede         | Evento       | Risultato | Prestazione | Note |
| ---- | --------------- | ------------ | ------------ | --------- | ----------- | ---- |
| 1983 | Mondiali        | Helsinki     | Salto triplo | 8º        | 16,76 m     |      |
| 1984 | Giochi olimpici | Los Angeles  | Salto triplo | Oro       | 17,26 m w   |      |
| 1987 | Mondiali indoor | Indianapolis | Salto triplo | 5º        | 16,92 m     |      |